# 해운대여자중학교
해운대여자중학교(海雲臺女子中學校)는 대한민국 부산광역시 해운대구 우동에 있는 사립 중학교이다.

## 학교 연혁
- 1969년 2월 25일 : 학교법인 해우학원 설립인가(15학급)
- 1969년 2월 25일 : 제1대 이사장 조현주 취임
- 1970년 1월 13일 : 18학급 인가
- 1970년 3월 5일 : 제1회 신입생 입학식
- 1970년 3월 7일 : 제1대 교장 조복래 취임
- 1982년 8월 18일 : 학교법인 송천학원으로 개칭인가
- 2018년 4월 20일 : 제4대 이사장 이영주 취임
- 2024년 9월 1일 : 제15대 교장 이지수 취임
- 2025년 2월 7일 : 제53회 졸업식(졸업생 199명) 졸업생 총수 22,486명
- 2025년 3월 4일 : 제56회 입학식(244명)

## 참고 자료
- 해운대여자중학교 - 한국교육학술정보원 학교알리미